# Nekrolog 1649
Nekrolog
◄◄
| ◄
| 1645
| 1646
| 1647
| 1648
| 1649 | 1650 | 1651 | 1652 | 1653 | ► | ►►
Weitere Ereignisse | Allgemeiner Nekrolog 1649
Die Beschreibung der verstorbenen Person sollte so kurz wie möglich gehalten sein und nur deren signifikante Tätigkeit(en) enthalten.
Neue Namen ggf. auch unter dem Geburts- und Sterbedatum, also etwa unter 1. Januar und im Geburts- und Sterbejahr (2024) eintragen (nur bei entsprechender großer Wichtigkeit). Für Beispiele siehe die schon vorhandenen Artikel.
Außerdem über die fünf zuletzt Verstorbenen, zu denen es einen ausreichend guten Artikel für eine Präsentation auf der Hauptseite gibt, nach der todesbedingten Überarbeitung der Artikel ggf. auch unter Wikipedia Diskussion:Hauptseite informieren und sie am besten auch in den anderen Wikipedia-Sprachversionen eintragen. Tipp: Regelmäßig bei news.google.de nach „ist tot“, „gestorben“ oder „verstorben“ suchen.
Wenn eine Person gestorben ist, gibt es viele Seiten zu dieser Person in der Wikipedia, die davon auch betroffen sind und entsprechend aktualisiert werden müssen. Beispiele: Namenübersichtsseite, Geburtsjahr, Geburtsort-Seiten und viele mehr.
Wie finde ich die betroffenen Seiten?
Im Suchfeld auf der linken Seite gibt man den Suchbegriff so ein: „Vorname Nachname“. Dann klickt man auf Volltext und alle Seiten mit entsprechendem Suchtext werden aufgerufen. Hier sieht man dann schnell, wo auch das Todesjahr Sinn macht oder sogar ein Teil des Artikels angepasst werden muss. Auch hilft das „Werkzeug“ auf der linken Seite sehr gut, um solche Seiten aufzufinden: „Links auf diese Seite“. Somit ist die Wikipedia wieder aktuell in allen Bereichen! Hinweis: bei Eintragung der Kategorie „Gestorben JAHR“ wird der Missbrauchsfilter 49 ausgelöst, was jedoch nicht schlimm ist. Siehe: Spezial:Missbrauchsfilter/49
Dies ist eine Liste von im Jahr 1649 verstorbenen bekannten Persönlichkeiten. Die Einträge erfolgen innerhalb der einzelnen Daten alphabetisch sortiert. Tiere sind im Nekrolog für Tiere zu finden.

## Januar
| Tag        | Name                        | Beruf, bekannt als                                                | Alter | Beleg |
| ---------- | --------------------------- | ----------------------------------------------------------------- | ----- | ----- |
| 3. Januar  | Paganino Gaudenzi           | Schweizer katholischer Theologe, Priester und Universalgelehrter  | 53    |       |
| 11. Januar | Andreas Vengerscius         | polnischer Aktivist der Reformation und protestantischer Prediger | 48    |       |
| 14. Januar | Johannes Baazius der Ältere | schwedischer Theologe und Bischof                                 | 67    |       |
| 22. Januar | Alessandro Turchi           | italienischer Maler                                               |       |       |
| 27. Januar | Klaus von Sehested          | dänischer Hofbeamter und Politiker                                |       |       |
| 30. Januar | Karl I.                     | König von Großbritannien und Irland (1625–1649)                   | 48    |       |

## Februar
| Tag         | Name                          | Beruf, bekannt als                                                            | Alter | Beleg |
| ----------- | ----------------------------- | ----------------------------------------------------------------------------- | ----- | ----- |
| 1. Februar  | Tancrède de Rohan             | französischer Adliger und Prätendent                                          | 18    |       |
| 8. Februar  | Wilhelm Leyser I.             | deutscher lutherischer Theologe                                               | 56    |       |
| 9. Februar  | Gaspard IV. de Coligny        | französischer Graf und Herzog sowie Pair von Frankreich                       | 28    |       |
| 11. Februar | Marie von Preußen             | Markgräfin von Brandenburg-Bayreuth                                           |       |       |
| 12. Februar | Agustín Spínola Basadone      | spanischer Kardinal der römisch-katholischen Kirche                           | 51    |       |
| 13. Februar | Heinrich Kielmann             | deutscher Jurist, Klassischer Philologe und Dramatiker                        | 68    |       |
| 19. Februar | Johann Anton I. von Eggenberg | österreichischer Adliger und Diplomat, Fürst von Eggenberg, Herzog von Krumau |       |       |
| 21. Februar | George Abbot                  | englischer Autor geistlicher Werke und Politiker                              |       |       |
| 22. Februar | Johann Theodor von Tschesch   | deutscher Jurist und Mystiker                                                 | 53    |       |
| 24. Februar | Alvera von Virmond            | Priorin des Klosters Jülich                                                   | 31    |       |
| 28. Februar | Ángel Manrique                | zisterziensischer Historiker, Bischof                                         | 72    |       |
| Februar     | Theodoor van Loon             | Maler                                                                         |       |       |

## März
| Tag      | Name                                            | Beruf, bekannt als | Alter | Beleg |
| -------- | ----------------------------------------------- | --- | ----- | ----- |
| 2. März  | Maria von Österreich                            | habsburgische Erzherzogin und Nonne                                                                                       | 64    |       |
| 2. März  | Samuel Mosbach                                  | deutscher Rechtswissenschaftler                                                                                           | 64    |       |
| 2. März  | Antonio Pérez                                   | spanischer Philosoph und Jesuit                                                                                           | 49    |       |
| 9. März  | Arthur Capell, 1. Baron Capell of Hadham        | englischer Adeliger | 45    |       |
| 9. März  | James Hamilton, 1. Duke of Hamilton             | englischer Heerführer und Adeliger                                                                                        | 42    |       |
| 9. März  | Henry Rich, 1. Earl of Holland                  | englischer Adliger, Politiker und Offizier                                                                                |       |       |
| 13. März | Siegmund von Wallenrodt                         | kurbrandenburger Landobrist des Herzogtums Preußen, Hauptmann von Oletzko sowie Erbherr auf Draulitten, Pinnow und Kuckow | 44    |       |
| 16. März | Jean de Brébeuf                                 | französischer Jesuit | 55    |       |
| 17. März | Gerhard Johannes Vossius                        | niederländischer Gelehrter, Humanist und Theologe                                                                         |       |       |
| 21. März | Johann Camman                                   | Jurist und Syndikus der Stadt Braunschweig                                                                                | 65    |       |
| 22. März | Antoine Maximilien de Belleforière de Soyécourt | Militärgouverneur von Corbie                                                                                              |       |       |
| 26. März | John Winthrop                                   | englischer Puritaner; Gouverneur der Massachusetts Bay Colony                                                             | 61    |       |

## April
| Tag       | Name                      | Beruf, bekannt als                                                    | Alter | Beleg |
| --------- | ------------------------- | --------------------------------------------------------------------- | ----- | ----- |
| 12. April | Albert von Toerring-Stein | Bischof von Regensburg                                                | 70    |       |
| 14. April | Erasmus Schmidt           | deutscher Mediziner                                                   | 50    |       |
| 22. April | Marcos de Torres y Rueda  | spanischer Priester, Bischof von Yucatán und Vizekönig von Neuspanien |       |       |
| 28. April | Philipp Heinrich Hoen     | deutscher Jurist, Professor und Staatsmann                            | 72    |       |
| 30. April | Giovanni Valentini        | italienischer Komponist des Frühbarock                                |       |       |

## Mai
| Tag     | Name                          | Beruf, bekannt als                                                   | Alter | Beleg |
| ------- | ----------------------------- | -------------------------------------------------------------------- | ----- | ----- |
| 4. Mai  | Martín de Mujica y Buitrón    | spanischer Soldat und Gouverneur von Chile                           |       |       |
| 5. Mai  | Christoph Wacke               | deutscher Rechtswissenschaftler                                      | 52    |       |
| 8. Mai  | Gian Giacomo Cristoforo       | italienischer römisch-katholischer Bischof                           |       |       |
| 14. Mai | Friedrich Spanheim der Ältere | deutscher reformierter Theologe                                      | 49    |       |
| 19. Mai | Johannes Wilhelm Gotthart     | Schweizer Geistlicher, Kontroverstheologe, Lehrer und Schriftsteller | 56    |       |
| 20. Mai | Paul Honegger                 | deutscher Maler                                                      |       |       |
| 30. Mai | Jakob Martini                 | deutscher lutherischer Theologe und Philosoph                        | 78    |       |

## Juni
| Tag      | Name                          | Beruf, bekannt als                                                 | Alter | Beleg |
| -------- | ----------------------------- | ------------------------------------------------------------------ | ----- | ----- |
| 3. Juni  | Manuel de Faria e Sousa       | portugiesischer Schriftsteller                                     | 59    |       |
| 8. Juni  | Vincenzo Carafa               | Generaloberer der Societas Jesu (Jesuitenorden)                    | 64    |       |
| 16. Juni | Stanisław Lubomirski          | polnischer Adeliger                                                |       |       |
| 16. Juni | Wolf Adam Pachelbel von Gehag | westböhmischer Patrizier und Bürgermeister der Stadt Eger, Exulant | 50    |       |
| 18. Juni | Juan Martínez Montañés        | spanischer Bildhauer                                               | 81    |       |
| 20. Juni | Maria Tesselschade Visscher   | niederländische Dichterin und Kupferstecherin                      | 55    |       |
| 21. Juni | Niklaus von Flüe              | Schweizer Theologe, Zisterziensermönch und -abt                    | 51    |       |
| 26. Juni | Johann Dietrich von Efferen   | Sohn von Adam von Efferen und Odilia von Harff                     |       |       |
| 30. Juni | Simon Vouet                   | französischer Maler des Barock                                     | 59    |       |

## Juli
| Tag      | Name                                  | Beruf, bekannt als                             | Alter | Beleg |
| -------- | ------------------------------------- | ---------------------------------------------- | ----- | ----- |
| 15. Juli | Charlotte Louise von Hanau-Münzenberg | deutsche Adlige                                | 51    |       |
| 19. Juli | Sebastian Aders                       | polnischer Militäringenieur                    |       |       |
| 20. Juli | Alessandro Varotari                   | italienischer Maler                            | 61    |       |
| 22. Juli | Jean de Watteville                    | französischer römisch-katholischer Geistlicher |       |       |
| 25. Juli | Orazio Giustiniani                    | Kardinal der römisch-katholischen Kirche       | 69    |       |
| 27. Juli | Kinoshita Chōshōshi                   | japanischer Dichter                            |       |       |
| 29. Juli | David Teniers der Ältere              | niederländischer Maler                         |       |       |

## August
| Tag        | Name                                  | Beruf, bekannt als                                                                                        | Alter | Beleg |
| ---------- | ------------------------------------- | --- | ----- | ----- |
| 2. August  | Elisabeth Bas                         | niederländische Unternehmerin und Gastwirtin                                                              |       |       |
| 7. August  | Maria Leopoldine von Österreich-Tirol | Erzherzogin von Österreich und durch Heirat römisch-deutsche Kaiserin sowie Königin von Böhmen und Ungarn | 17    |       |
| 9. August  | Johan Braunjohan                      | deutscher Jurist und Ratssekretär in Lübeck                                                               | 60    |       |
| 25. August | Richard Crashaw                       | englischer Lyriker                                                                                        |       |       |
| 26. August | Martin Stredonius                     | Ordensgeistlicher, Jesuit der böhmischen Ordensprovinz                                                    | 61    |       |
| 30. August | Johannes Wesling                      | deutscher Mediziner, Professor für Anatomie und Pharmazie                                                 |       |       |
| 31. August | Michael Kern                          | deutscher Bildhauer                                                                                       | 69    |       |

## September
| Tag           | Name                  | Beruf, bekannt als                                                           | Alter | Beleg |
| ------------- | --------------------- | ---------------------------------------------------------------------------- | ----- | ----- |
| 6. September  | Famiano Strada        | italienischer Jesuit, Historiker, Latinist und Schriftsteller der Barockzeit |       |       |
| 10. September | Pierre Godolin        | provenzalischer Dichter                                                      |       |       |
| 15. September | Francesco Gessi       | italienischer Maler des Barock                                               | 61    |       |
| 16. September | Caspar Schwartz       | deutscher Theologe, Pädagoge, Mediziner, Mathematiker und Kalendermacher     |       |       |
| 25. September | Johann Jakob Irminger | Schweizer evangelischer Geistlicher                                          |       |       |
| 26. September | Konrad Hornejus       | deutscher evangelischer Theologe                                             | 58    |       |
| 27. September | Bellerofonte Castaldi | italienischer Komponist, Schriftsteller und Lautenist                        |       |       |

## Oktober
| Tag         | Name                                      | Beruf, bekannt als                                  | Alter | Beleg |
| ----------- | ----------------------------------------- | --------------------------------------------------- | ----- | ----- |
| 2. Oktober  | Johann Ludwig von Pfalz-Sulzbach          | schwedischer General im Dreißigjährigen Krieg       | 23    |       |
| 2. Oktober  | Jonas von Lunde                           | deutscher Ratsherr und Halbmeier                    | 68    |       |
| 3. Oktober  | Giovanni Diodati                          | reformierter Theologe und Bibelübersetzer           | 73    |       |
| 16. Oktober | Théodore Godefroy                         | französischer Historiker und Diplomat               | 69    |       |
| 20. Oktober | Leonhard von Elver                        | Ratsherr der Hansestadt Lübeck                      |       |       |
| 27. Oktober | Johann Glandorff                          | Bürgermeister von Heilbronn (1643–1649)             |       |       |
| 25. Oktober | Veit Gottfried von Wernau                 | Domherr im Hochstift Würzburg und Hochstift Bamberg | 48    |       |
| Oktober     | Elias Brentel                             | Maler in Franken                                    | 82    |       |
| Oktober     | Johann Baptist II. von Colloredo          | kaiserlicher und venezianischer General             |       |       |
| Oktober     | Isaac van Ostade                          | niederländischer Maler                              |       |       |
| Oktober     | Katherine Villiers, Duchess of Buckingham | englische Peeress                                   |       |       |

## November
| Tag          | Name                            | Beruf, bekannt als                                                      | Alter | Beleg |
| ------------ | ------------------------------- | ----------------------------------------------------------------------- | ----- | ----- |
| 2. November  | Antonio Barbalonga              | italienischer Maler des Barock                                          |       |       |
| 6. November  | Eoghan Rua Ó Néill              | irischer Rebellenführer                                                 |       |       |
| 11. November | Ellen Marsvin                   | dänische Adlige                                                         | 77    |       |
| 19. November | Agostinho Barbosa               | portugiesischer Kleriker, Kanonist, Romanist, Lusitanist und Lexikograf | 60    |       |
| 19. November | Caspar Schoppe                  | Jesuit, Philologe, Kontroverstheologe                                   | 73    |       |
| 21. November | Jaroslav Borsita von Martinic   | kaiserlicher Statthalter                                                | 67    |       |
| 22. November | Andreas Mylius                  | deutscher Philologe und Pädagoge                                        | 43    |       |
| 24. November | Katharina von Waldeck-Wildungen | Regentin von Lippe-Detmold                                              | 37    |       |
| November     | Giacinto Andrea Cicognini       | italienischer Dramatiker und Librettist                                 |       |       |
| November     | George Hay, 3. Earl of Kinnoull | schottischer Adliger und Royalist                                       |       |       |

## Dezember
| Tag          | Name                            | Beruf, bekannt als                                                   | Alter | Beleg |
| ------------ | ------------------------------- | -------------------------------------------------------------------- | ----- | ----- |
| 1. Dezember  | Johann Heinrich Tonsor          | deutscher Philosoph und lutherischer Theologe                        | 54    |       |
| 3. Dezember  | Theodorus Schrevelius           | niederländischer Humanist, Dichter und Autor                         | 77    |       |
| 4. Dezember  | William Drummond of Hawthornden | schottischer Dichter                                                 | 63    |       |
| 8. Dezember  | Martin Rinckart                 | deutscher Dichter, protestantischer Theologe und Kirchenmusiker      | 63    |       |
| 16. Dezember | Erhard Lauterbach               | deutscher evangelisch-lutherischer Theologe und Pfarrer              | 79    |       |
| 17. Dezember | Franz Gießenbier                | deutscher Jurist                                                     | 78    |       |
| 19. Dezember | Federigo Savelli                | römischer Fürst, kaiserlicher Feldmarschall im Dreißigjährigen Krieg |       |       |

## Datum unbekannt
| Tag | Name                         | Beruf, bekannt als                                                               | Alter | Beleg |
| --- | ---------------------------- | -------------------------------------------------------------------------------- | ----- | ----- |
|     | Pedro Abaunza                | spanischer Gelehrter                                                             |       |       |
|     | Honoré d’Albert              | französischer Marschall                                                          |       |       |
|     | Philippe de Béthune          | französischer Adliger, Militär, Hofbeamter und Diplomat                          | 88    |       |
|     | Nikolaus Beusser             | deutscher Rechenmeister                                                          |       |       |
|     | William Boswell              | britischer Diplomat                                                              |       |       |
|     | Jean Androuet du Cerceau     | französischer Architekt                                                          |       |       |
|     | Hans Jakob Dünz (I.)         | Schweizer Glasmaler, Kupferstecher, Illustrator und Chorwaibel                   |       |       |
|     | John Gordon                  | kaiserlicher Oberst und einer der Hauptbeteiligten an der Ermordung Wallensteins |       |       |
|     | Adam Jarzębski               | polnischer Violinist und Komponist                                               |       |       |
|     | Konoe Nobuhiro               | japanischer Regent für den Kaiser von Japan Go-Mizuno-o (1623–1629)              |       |       |
|     | Johannes de Laet             | flämischer Kaufmann, Historiker und Geograph                                     |       |       |
|     | Nasir ibn Murschid           | Imam von Oman (1624–1649)                                                        |       |       |
|     | Ibrâhîm Peçevî               | osmanischer Historiograph                                                        |       |       |
|     | Kurt Bertram von Pfuel       | General-Kriegskommissar und Geheimrat des Friedrich Wilhelm von Brandenburg.     |       |       |
|     | Johann Friedrich Pöckel      | kursächsischer Beamter                                                           |       |       |
|     | Friedrich zu Solms-Rödelheim | kaiserlicher Kämmerer, Kriegsrat und Obrist                                      |       |       |
|     | Tukaram                      | indischer Dichter und Mystiker                                                   |       |       |
|     | Alonso de Velasco            | spanischer Botschafter im Vereinigten Königreich                                 |       |       |
|     | Christoph Wamser             | deutscher Architekt des Barock                                                   |       |       |
|     | Paul Widerkehr               | Schweizer Künstler der Spätrenaissance                                           |       |       |